# Liu Birong
Liu Birong (chinesisch 劉必榮 / 刘必荣, Pinyin Líu Bìróng; * am 17. September 1957 in Taipeh) ist ein Verhandlungsforscher in Taiwan.
Er ist einer der bekanntesten Verhandlungsexperten im chinesischsprachigen Raum, der die meisten Monografien zu dem Thema Verhandlung verfasst hat.

## Leben
Liu Birongs Familie stammte aus Fuzhou in der Volksrepublik China. Er studierte auswärtige Beziehungen an der taiwanischen Chengchi-Nationaluniversität und machte einen Master an der Fakultät für internationale Beziehungen der Johns Hopkins University. 1986 promovierte er an der Universität von Virginia. Er bekleidet gegenwärtig eine Professorenstelle in der Fakultät für Politik an der Soochow-Universität (Taiwan) und ist Leiter des Harmonious Negotiation Workshops (Verhandlungs-Instituts Harmonie).
Liu Birong forscht auf dem Gebiet der Verhandlungstheorie. Seit 1988 leitet er in Großunternehmen Verhandlungssymposien und führt in regelmäßigen Abständen Schulungen über Verhandlungstechniken für die Straits Exchange Foundation sowie politische und wirtschaftliche Regierungsorgane in der Region Taiwan durch. 1990 gründete er das Harmonie Verhandlungs-Institut, das verschiedene Verhandlungskurse speziell für die Erfordernisse der Regierung und der Unternehmenswelt gestaltet, gleichzeitig die Zeitschrift „Verhandlung“ herausbringt und die Erforschung von Verhandlungstechniken vorantreibt.
Nach Angaben Liu Birongs liegt die Besonderheit seiner Kurse darin, dass westliche Verhandlungstheorien mit der traditionellen chinesischen Militärkunde kombiniert werden. Deswegen seien seine Kurse unter chinesischstämmigen Menschen sehr populär.

## Deutschsprachiges Werk über Liu Birong
Der vom deutsch-japanischen Sinologen Florian W. Mehring aus dem Chinesischen übersetzte und kommentierte Verhandlungsratgeber Liu Birongs „Die Hohe Schule der Kriegskunst bei Geschäftsverhandlungen“ ist die erste westliche Übersetzung eines ausschließlich an ein chinesisches Publikum gerichteten Verhandlungsratgebers.
Ein wesentlicher Kern des Kommentars Mehrings ist die Gegenüberstellung von Liu Birongs Buch mit anderen, im Westen verbreiteten Verhandlungsratgebern, darunter beispielsweise „Das Harvard-Konzept“.
- Florian W. Mehring: "Die Hohe Schule der Kriegskunst bei Geschäftsverhandlungen: Kommentierte Übersetzung eines an Chinesen gerichteten Ratgebers des Verhandlungsforschers Liu Birong." Verlag Dr. Kovac, Hamburg 2017. ISBN 978-3-8300-7966-8

## Chinesischsprachige Werke Liu Birongs (Auswahl)
- Zhongguo Shi Shangwu Tanpan中国式商务谈判 (Geschäftsverhandlungen nach chinesischer Art). Beijing Daxue Chubanshe 北京大学出版社 (Verlag der Peking-Universität), Beijing.
- Xuehui Goutong. Chuangzao Shuangying de Xietiao Jiqiao 學會溝通·創造雙贏的協調技巧 (Die Kommunikation beherrschen lernen. Koordinationstechniken zur Herbeiführung von Win-Win-[Konstellationen]). Wenjing Chubanshe文經出版社, Taibei 2011.
- Bangongshi Li de Goutong Tanpan Jishu 办公室里的沟通谈判技术 (Kommunikations- und Verhandlungstechniken im Büro). Beijing Daxue Chubanshe 北京大学出版社 (Verlag der Peking-Universität), Beijing 2008.
- Xin Shiji Tanpan Quan Gonglüe 新世纪谈判全攻略 (Das komplette Angriffsdispositiv für Verhandlungen im neuen Jahrhundert). Jixie Gongye Chubanshe机械工业出版社 (Maschinenindustrie-Verlag), Beijing 2008.
- Guojiguan de Di Yi Ben Shu. Kan Shijie de Fangfa 國際觀的第一本書·看世界的方法 (Das Buch Nr. 1 [zum Erwerb einer] internationalen Einstellung. Methoden der Weltbetrachtung). Xianjue Chubanshe 先覺出版社 (Verlag für Voraussicht), Taibei 2008.
- Shangwu Tanpan Gaojie Bingfa 商务谈判高阶兵法 (Die Hohe Schule der Kriegskunst bei Geschäftsverhandlungen). Beijing Daxue Chubanshe 北京大学出版社 (Verlag der Peking-Universität), Beijing 2008.
- Dacheng Jiaoyi de Wanmei Tanpan达成交易的完美谈判 (Die perfekte Verhandlung bis zum Geschäftsabschluss). Beijing Daxue Chubanshe北京大学出版社 (Verlag der Peking-Universität), Beijing 2007.
- Gong Shou zhi Dao攻守之道 (Der Weg des Angriffs und der Verteidigung). Beijing Daxue Chubanshe北京大学出版社 (Verlag der Peking-Universität), Beijing 2006.
- Xuehui Tanpan 學會談判 (Das Verhandeln beherrschen lernen). Wenjing Chubanshe文經出版社, Taibei 2006.
- Tanpan Bingfa 谈判兵法 (Kriegskunst bei Verhandlungen). Hai Tian Chubanshe 海天出版社 (Ozean-Himmel Verlag), Shenzhen 2005.
- Wusuobuzai de Tanpan Jiqiao. Ni Bu Neng Bu Dong de Xieshang Zhihui无所不在的谈判技巧·你不能不懂的协商智慧 (Allgegenwärtige Verhandlungstechniken. Weisheiten beim Aushandeln von Vereinbarungen, die Sie unbedingt begreifen sollten). Zhongguo Fazhan Chubanshe 中国发展出版社 (Chinesischer Entwicklungsverlag), Beijing 2004.